# St. Mauritius (Kippenheim)

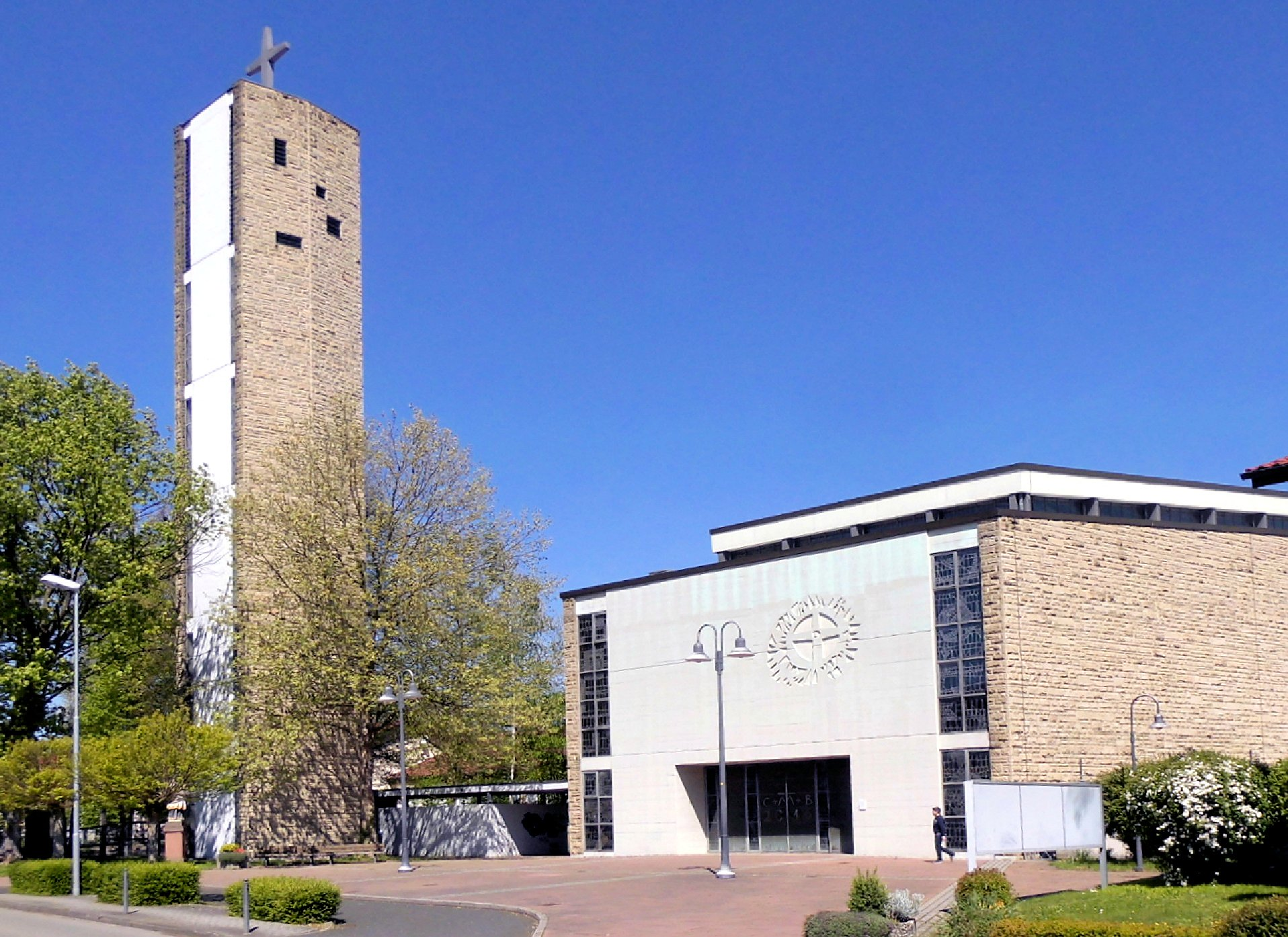
St. Mauritius in Kippenheim

Die römisch-katholische Pfarrkirche St. Mauritius steht in Kippenheim, einer Gemeinde im Ortenaukreis in Baden-Württemberg. Die Kirchengemeinde gehört zum Dekanat Lahr im Erzbistum Freiburg. Das Bauwerk ist beim Landesamt für Denkmalpflege Baden-Württemberg als Baudenkmal eingetragen.

## Beschreibung
Die moderne Saalkirche wurde 1961 neu gebaut. Sie besteht aus einem Langhaus und einem Campanile, in dem drei Kirchenglocken hängen.
Zur Kirchenausstattung gehört ein Hochaltar, der eine Rekonstruktion des Flügelaltars aus der alten Kirche ist. Die Mondsichelmadonna in der Mitte des Schreins ist das einzige erhaltene Original. Die Orgel wurde 1957 von Wilhelm Schwarz & Sohn gebaut.